# 日本音楽学会
日本音楽学会（にほんおんがくがっかい）は、音楽の研究に従事する者同士の連絡を密にし、音楽学の発展をはかることを目的とした学会。1952年、「音楽学会」として発足。本部（常任委員会）および、東日本、中部、西日本の3支部からなる。各支部は、それぞれ研究発表や講演会を中心とした例会を開催、支部通信の発行も行っている。年1回、秋に全国大会が開かれる。定期刊行物として「音楽学」を年2回発行。

## 沿革
出典：
- 1952年 関西支部設立
- 1960年 東北支部設立
- 1980年 東北支部、東北・北海道支部へと名称変更
- 1985年 中部支部設立
- 1986年 名称を「日本音楽学会」に改称
- 1990年 国内で初めての国際音楽学会のシンポジウムを国際音楽学会と共同開催
- 2002年 創立50周年を記念して、「音楽学とグローバリゼーション」をテーマに国際大会を開催

## 歴代会長
出典：
- 加藤成之
- 辻荘一
- 野村良雄
- 服部幸三
- 谷村晃
- 海老沢敏
- 角倉一朗
- 金澤正剛
- 礒山雅
- 渡辺裕
- 長木誠司